# Первинні багатоклітинні
Перви́нні багатокліти́нні (Prometazoa) — підцарство тварин, до якого відносять типи Губки та Пластинчасті. В минулому до нього також відносили типи Прямоплави та Дицієміди. Зараз доведено, що останні є вторинно спрощеними представниками розділу Двобічно-симетричні.
Первинних багатоклітинних протиставлять Справжнім багатоклітинним, від яких вони відрізняються відсутністю справжніх зародкових листків, нервової та м'язової системи, а також первинною відсутністю рота та кишечника. За деякими даними, всі первинні багатоклітинні є вторинно спрощеними, а саме підцарство — поліфілетичний таксон. Так, є молекулярні та ембріологічні дані, що вказують на спорідненість типу Пластинчасті до типу Кнідарії, а тип Губки — до типу Реброплави.